# اندیس بیاضیه
بیاضیه یک اندیس غیرفلزی است که در حوالی شهر بیاضه استان اصفهان قرار دارد و مادهٔ معدنی موجود در آن، سیلیس است.  